# Sóc đất
Sóc đất (danh pháp khoa học: Marmotini) là các loài sóc (Sciuridae) thường sống trên mặt đất hoặc trong các hang đất thay vì trên cây như các loài sóc cây. Thuật ngữ này thường được sử dụng cho những con sóc đất cỡ vừa và nhỏ, những cá thể lớn hơn thường được gọi là Mác-mốt (chi Marmota) hoặc cầy đồng cỏ, trong khi những con sóc đất nhỏ hơn và ít rậm đuôi hơn thường được biết đến như là sóc chuột.

## Phân loại

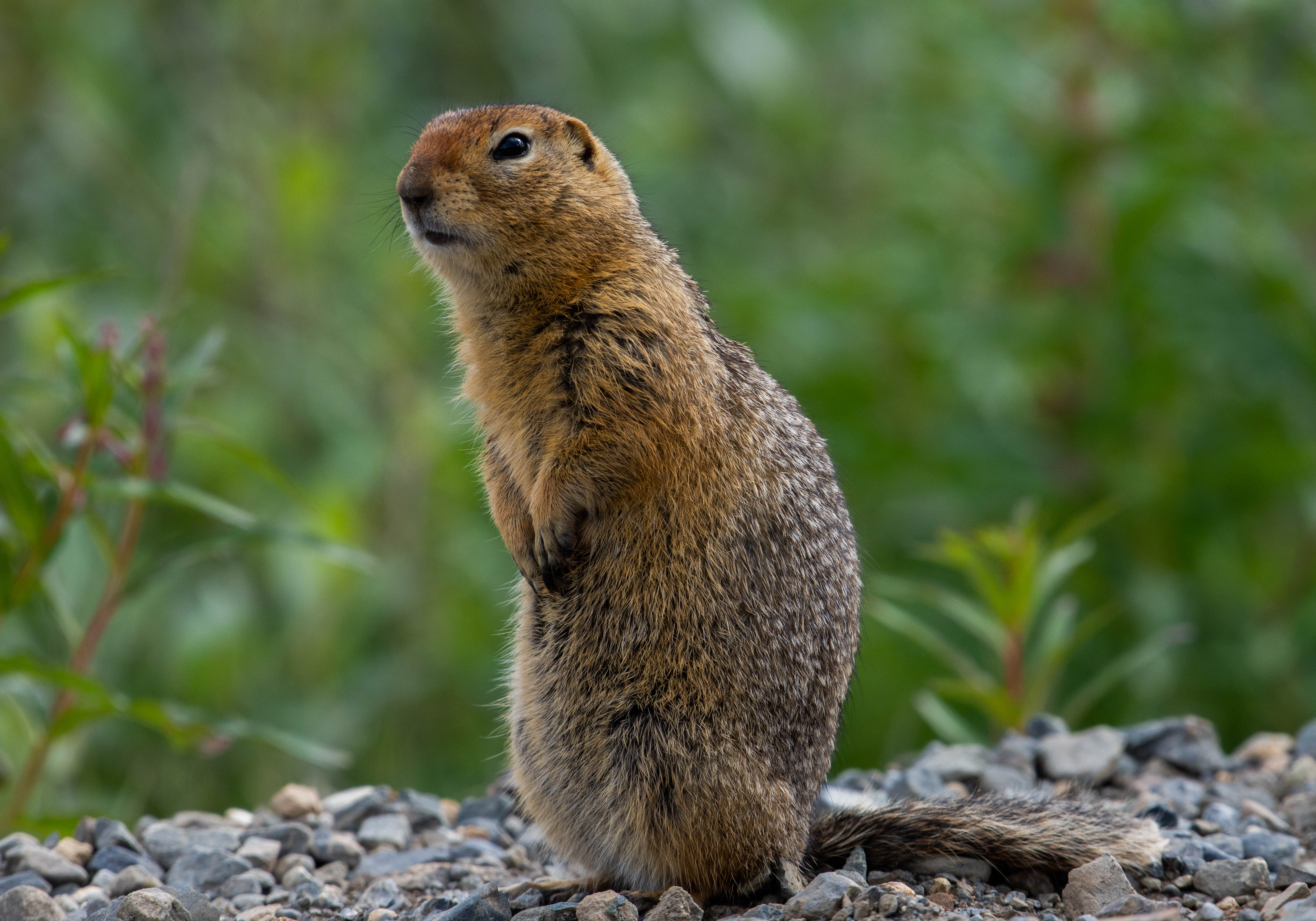
Một con sóc đất Bắc Cực

Cùng với nhau, chúng tạo nên một phân bộ của họ sóc với tên khoa học là Marmotini, và chủ yếu gồm phân họ Sóc đất, và có sáu loài còn sinh sống. Thành viên nổi tiếng của nhóm lớn là marmots (Marmota), bao gồm các con sóc đất Mỹ, sóc chuột, spermophilus, và những con chó cỏ (Cynomys). Chi Palaeosciurus từ Châu Âu là loài sóc đất được biết đến lâu đời nhất. Hóa thạch cổ xưa nhất có từ giai đoạn Oligocen sớm, hơn 30 triệu năm trước (Ma), nhưng chi có thể tồn tại ít nhất là cho đến giữa Miocen, khoảng 15 mya.
Cho dù Marmotini phân tán giữa Bắc Mỹ và Âu Á thông qua cầu nối qua eo biển Bering hoặc Greenland mà cả ở thời điểm đó là môi trường sống ôn đới và từ đó chúng phân tán. Trong mọi trường hợp, việc mở rộng Marmotini sang châu Phi có lẽ đã được ngăn ngừa bằng cách loại trừ cạnh tranh bởi những loài có cùng nguồn gốc thân thiết của họ Protoxerini và Xerini của sóc bản địa trên cạn và của châu lục mà phải đã tiến hóa cùng một lúc như phân bộ Marmotini đã làm. 

## Đặc điểm
Chúng rất khác nhau về kích thước và thói quen, nhưng hầu hết là giống nhau đáng kể ở chỗ có thể tăng lên trên hai chân sau và đứng hoàn toàn thẳng đứng thoải mái trong thời gian dài để thích nghi với môi trường đồng cỏ phải quan sát kẻ thù từ xa. Chúng cũng có xu hướng thích giao du hơn sóc khác, và nhiều con sống ở các thuộc địa với các cấu trúc xã hội phức tạp. Một con sóc đất sống tại các vùng cây cỏ như cỏ, sân golf, nghĩa trang, và công viên. Sóc đất là loài ăn tạp, và sẽ không chỉ ăn một chế độ ăn uống giàu nấm, các loại hạt, trái cây và các loại hạt mầm, nhưng cũng đôi khi côn trùng, trứng, và các động vật nhỏ khác.
Hầu hết Marmotini đuôi ngắn và sóc cỡ lớn, và các loại sóc núi cao (Marmota marmota) là thành viên sống lớn nhất của Sciuridae, tại 53–73 cm chiều dài và trọng lượng 5–8 kg. Những con sóc đất là đặc biệt nổi tiếng với xu hướng của nó sẽ tăng lên trên chân sau của nó. Nó làm điều này bất cứ khi nào nó cảm giác lân cận nguy hiểm, hoặc khi phải nhìn thấy trên cỏ cao. Các con sóc sau đó cong vuốt phẳng vào ngực mình và phát ra một tín hiệu đánh động bằng tiếng kêu vang để cảnh báo các thành viên khác trong gia đình về sự hiện diện của kẻ săn mồi mà chạy trốn. 